# Bouabdellah Daoud
Bouabdellah Daoud (en arabe : بو عبد الله داود) est un footballeur international algérien né le 3 février 1978 à ain temouchent. Il évoluait au poste d'attaquant.
Il compte 19 sélections en équipe nationale entre 2002 et 2006.

## Palmarès

### En clubs
- Vice-champion d’Algérie en 2008 avec l'ASO Chlef.
- Finaliste de la coupe d'Algérie en 2002 avec le MC Oran.
- Finaliste de la coupe de Tunisie en 2005 avec l'ES Tunis.
- Accession en Ligue 2 en 2001 avec l'IRB Maghnia.

### Avec l'équipe d'Algérie
Le tableau suivant indique les rencontres de l'équipe d'Algérie dans lesquelles Bouabdellah Daoud a été sélectionné depuis le 20 août 2002 jusqu'à 4 juin 2006.